# Ahad Rafida
Ahad Rafida (arabisch أحد رفيدة, DMG Aḥad Rafīda) ist eine Stadt im Süden Saudi-Arabiens in der Provinz Asir. Die Stadt hat 79.202 Einwohner (Stand 2022).

## Lage
Zusammen mit Chamis-Muschait und Abha liegen sie zentral im Wadi Bisha. Nach Chamis-Muschait im Nordwesten sind es 15 km und nach Abha im Westen etwa 30 km. Ahad Rafida liegt an der Nationalstraße 15. Zum Roten Meer sind es ca. 100 km nach Südwesten und zur Grenze nach Jemen 110 km nach Süden.

## Infrastruktur
Der Ort besitzt eine Moschee sowie einige Hotels.